# Najran SC
Najran Sport Club (arabsky: نادي نجران الرياضي‎) je saúdskoarabský klub z města Najran, který byl založen roku 1980. Klub hraje druhou nejvyšší saúdskoarabskou ligu Saudi First Division. Své domácí zápasy hraje na Al Akhdoud Club Stadium s kapacitou 2 800 míst.